# Salon piękności Venus
Salon piękności Venus (fr. Vénus beauté (institut)) – francuski dramat filmowy z 1999 roku w reżyserii Tonie Marshall. Zdjęcia kręcono w Paryżu.

## Nagrody i nominacje
César
2000 wygrane
- w kategorii Najlepszy film Tonie Marshall
- w kategorii Najlepszy reżyser Tonie Marshall
- w kategorii Najbardziej obiecująca aktorka Audrey Tautou
- w kategorii Najlepszy scenariusz oryginalny lub adaptowany Tonie Marshall

2000 nominacje
- w kategorii Najlepsza aktorka Nathalie Baye
- w kategorii Najlepsza aktorka drugoplanowa Bulle Ogier
- w kategorii Najlepsza aktorka drugoplanowa Mathilde Seigner